# Rari Nantes Florentia
RARI Nantes Florentia je talijanski vaterpolski klub iz Firence.
Utemeljen je 1904. godine.
Klupsko sjedište je na adresi Lungarno Ferruci 24, Firenca.
Klupske boje su bijela i crvena.
Svoje domaće susrete igra na plivalištu Nannini.
Postava u sezoni 2006/07.:
Luca Minetti, Gianni Bruschini, Cosmin Alexandru Radu, Federico Pagani, Ardo Ercolano, Andrea Razzi, Emiliano Cranco, Riccardo Fantoni, Andrea Mattesini, Liviu Tottolici, Matteo Rauzino, Federico La Penna, Luka Mirković, Alessandro Caliogna, Jugoslav Vasović
Trener: Marco Risso

## Klupski uspjesi
- prvenstvo: 1933., 1934., 1936., 1937., 1938., 1940., 1948., 1975/76., 1979/80.
- kup: 1975/76.

- kup kupova: 2000/01.

## Vanjske poveznice
- Službene stranice